# José de Mier Guerra
José Joaquín de Mier Guerra (Chiclana de la Frontera, 1 de juny de 1947) és un polític espanyol.
Va iniciar els seus estudis superiors en la Facultat de Ciències de la Universitat de Sevilla, per continuar-los a l'Escola d'Enginyeria Tècnica d'Obres Públiques de Madrid, on els va concloure el 1971.
En 1971 inicia la seva activitat professional en l'empresa privada, concretament en les constructores Dragatges i Construccions i Guesola S.A., romanent en aquesta última fins que a l'octubre de 1976 accedeix a l'Administració Pública, com a funcionari del Ministeri de Treball adscrit a l'Institut Nacional d'Ocupació, ocupant diferents destinacions a Jerez de la Frontera, Chiclana de la Frontera i Cadis. En l'actualitat, és funcionari del Ministeri de Treball i Assumptes Socials, amb categoria de sotsinspector de Treball, estant en situació d'excedència especial des de l'any de 1983.
En aquest any concorre a les eleccions municipals en la candidatura del PSOE a l'Ajuntament de Chiclana de la Frontera, aconseguint acta de regidor i assumint les responsabilitats de la Delegació Municipal d'Urbanisme. El 1986 accedeix a l'Alcaldia de la seva ciutat natal, després de la dimissió de l'anterior alcalde, Sebastián Saucedo Moreno.
En les eleccions locals de 1987 i 1991 va revalidar l'alcaldia amb majoria absoluta, presentant-se en ambdues ocasions com a cap de la llista del Partit Socialista Obrer Español. Ocupa el càrrec d'alcalde fins al mes de setembre de 1994, durant aquest període va ser, a més, el primer president de la Mancomunitat de Municipis de la Badia de Cadis, i vicepresident de la Federació Andalusa de Municipis i Províncies. A partir de 1994, José de Mier va ocupar la Delegació Provincial d'Obres Públiques de la Junta d'Andalusia a Cadis.
El 2004 el Consell de Ministres va nomenar a José de Mier Guerra nou Delegat de l'estat en la Zona Franca de Cadis després del canvi de Govern sorgit de les eleccions del passat 14 de març d'aquell any.